# Liaoning SG Automotive
Liaoning SG Automotive Group ist ein Hersteller von Kraftfahrzeugen aus der Volksrepublik China.

## Unternehmensgeschichte

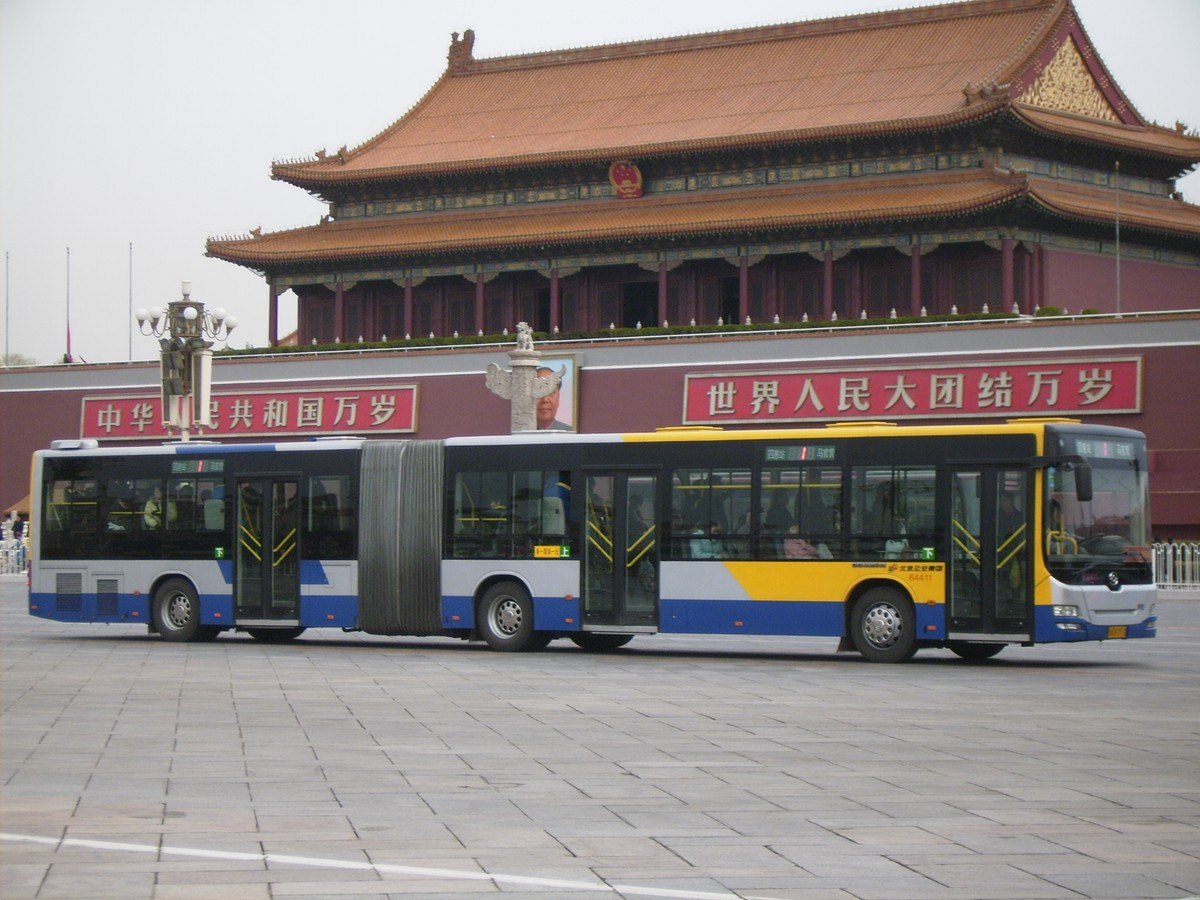
Omnibus

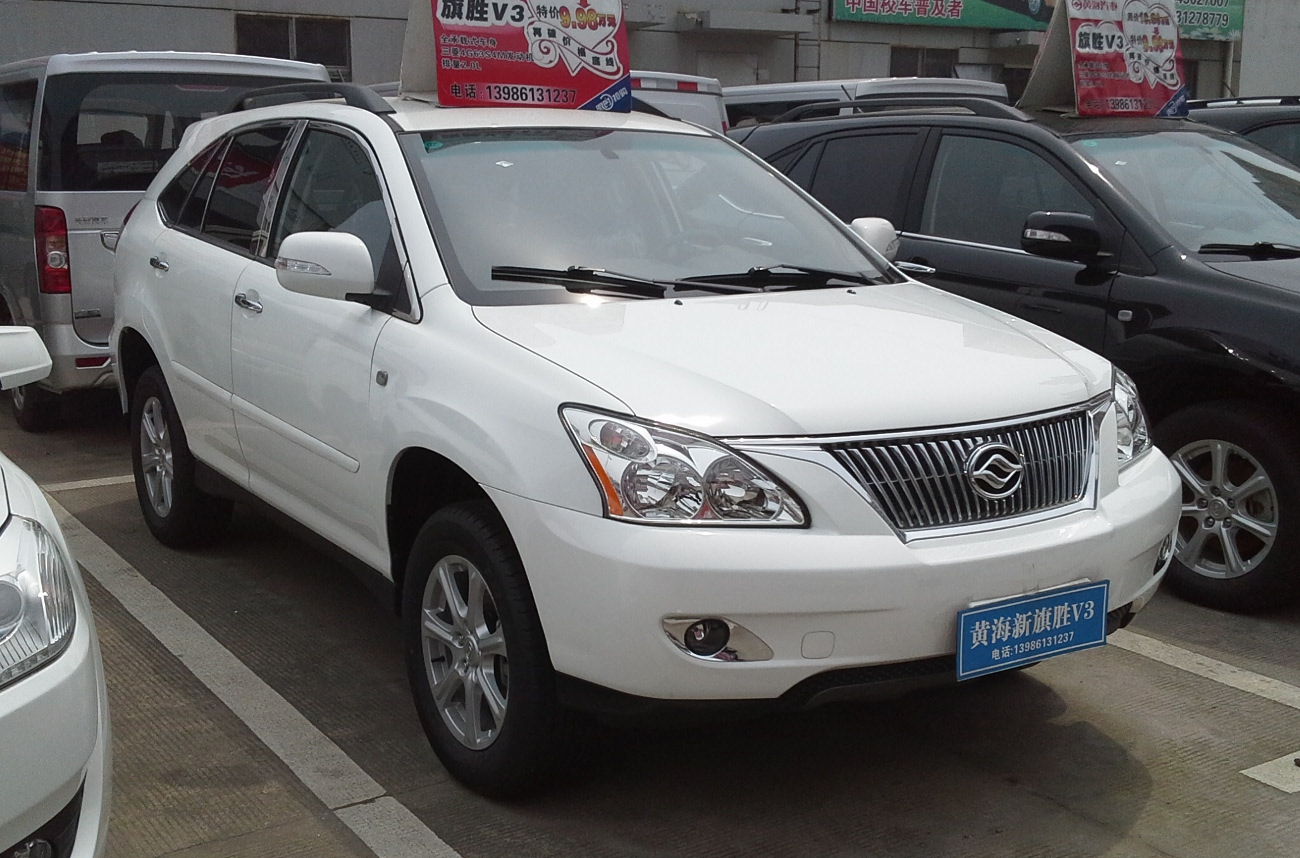
Huanghai Landscape

Das Unternehmen wurde 1995 gegründet. Eine andere Quelle gibt 1984 an. Der Sitz befindet sich in Dandong. Zunächst stellte es Achsen her. 1999 begann die Produktion von Pick-ups und SUV. Der Markenname für Personenkraftwagen lautete zunächst Shuguang und seit 2007 Huanghai. Außerdem entstehen Omnibusse und Lastkraftwagen. Das Unternehmen beschäftigt 4070 Arbeitnehmer.
Nach 2016 sind keine Verkäufe von Pkw mehr bekannt.

## Pkw-Produktionszahlen
| Jahr | Produktionszahl | Quelle      |
| ---- | --------------- | ----------- |
| 2000 | 0               | [ 3 ] [ 5 ] |
| 2001 | 2               | [ 3 ] [ 5 ] |
| 2002 | 928             | [ 3 ] [ 5 ] |
| 2003 | 8320            | [ 3 ] [ 5 ] |
| 2004 | 8900            | [ 5 ]       |
| 2005 | 7600            | [ 2 ]       |
| 2006 | 8119            | [ 2 ]       |
| 2007 | 6905            | [ 2 ]       |